# Molophilus (Molophilus) cladocerus
Molophilus (Molophilus) cladocerus is een tweevleugelige uit de familie steltmuggen (Limoniidae). De soort komt voor in het Neotropisch gebied.